# 怪盗探偵 山猫
『怪盗探偵 山猫』（かいとうたんてい やまねこ）は、神永学の小説シリーズである。既刊6巻。
単行本は1作目が文芸社、2作目以降が角川書店から刊行され、短編集である4作目は単行本を経ずに文庫化されている。角川文庫版は既刊6巻（2021年6月15日時点）、角川つばさ文庫版は既刊5巻（2023年2月8日時点）。2018年10月時点で累計発行部数は90万部を突破している。
2016年1月には、『怪盗 山猫』のタイトルで日本テレビ系にてテレビドラマ化された。

## あらすじ
巷をにぎわせている謎の窃盗犯「山猫」。彼はターゲットから速やかかつ鮮やかに金を盗み取り、さらにはターゲットが隠していた表沙汰になっていない悪事の数々を暴いて颯爽と姿を消す様から『現代の鼠小僧』､『義賊』と呼ばれ賛否両論が上がっていた。そんな時ある強盗殺人事件に容疑者の一人として「山猫」の名が上がった。「殺人はしない」がモットーの山猫にいったい何があったのか？ライターの勝村英男は単身山猫を追いかけていた矢先、本人に見つかって『仕事』に協力させられてしまう。

## シリーズ一覧
単行本『怪盗探偵山猫 深紅の虎』で一旦はシリーズ完結がアナウンスされたが、文庫本『怪盗探偵山猫 深紅の虎』のあとがきで撤回された。
1. 山猫
  - 単行本：2006年7月発売、文芸社、ISBN 4-286-00003-6
  - 【改題】怪盗探偵山猫
    - 文庫本：2010年2月25日発売[3]、角川文庫、ISBN 978-4-04-388707-1
    - 児童書：2016年1月15日発売[4]、角川つばさ文庫、ISBN 978-4-04-631576-2
2. 怪盗探偵山猫 虚像のウロボロス
  - 単行本：2013年3月25日発売[5]、角川書店、ISBN 978-4-04-110418-7
  - 文庫本：2014年10月25日発売[6]、角川文庫、ISBN 978-4-04-101594-0
  - 児童書：2016年3月15日発売[7]、角川つばさ文庫、ISBN 978-4-04-631575-5
3. 怪盗探偵山猫 鼠たちの宴
  - 単行本：2013年3月25日発売[8]、角川書店、ISBN 978-4-04-110441-5
  - 文庫本：2015年7月25日発売[9]、角川文庫、ISBN 978-4-04-101595-7
  - 児童書：2016年4月15日発売[10]、角川つばさ文庫、ISBN 978-4-04-631611-0
4. 怪盗探偵山猫 黒羊の挽歌
  - 文庫本：2016年2月25日発売[11]、角川文庫、ISBN 978-4-04-104121-5
5. 怪盗探偵山猫 月下の三猿
  - 単行本：2016年9月30日発売[12]、KADOKAWA、ISBN 978-4-04-103908-3
  - 文庫本：2018年10月24日発売[13]、角川文庫、ISBN 978-4-04-107014-7
  - 児童書：2019年6月15日発売[14]、角川つばさ文庫、ISBN 978-4-04-631913-5
6. 怪盗探偵山猫 深紅の虎
  - 単行本：2019年9月27日発売[2]、KADOKAWA、ISBN 978-4-04-108739-8
  - 文庫本：2021年6月15日発売[15]、角川文庫、ISBN 978-4-04-111236-6
  - 児童書：2023年2月8日発売[16]、角川つばさ文庫、ISBN 978-4-04-632215-9

## テレビドラマ
『怪盗 山猫』（かいとう やまねこ）は、日本テレビ系の「土曜ドラマ」枠にて2016年1月16日から3月19日まで放送されたテレビドラマ。主演は亀梨和也。

### キャスト

#### チーム山猫
山猫
演 - 亀梨和也
怪盗及び探偵。怪盗としては、鮮やかな手口で大金を盗み出し、同時に盗みの対象にはびこる悪事を暴き、何事もなかったように消え去る天才。新渡戸稲造の武士道の本を常に所持している。突飛な行動が多く、常にハイテンション、時として非情な面も見せる。彼の音程を外した歌は聴くに耐えないのだが、「音痴」と言われると激怒し、女にも手を上げ殴るほどキレる。カップラーメンが大好物であり喫煙者。手先がかなり器用であり、第1・3話では手錠で拘束されていても常に隠し持っているキーで素早く外し、目の前の敵に素早く手錠をかけて敵1名を身動きできなくする程の腕前の持ち主。
その生い立ちは今から20年前、欧州諸国が結城天明協力のもと日本人スパイを育成しようとした際、身寄りのない子ども達の中から選んだ候補者の中の1人だった。全訓練を見事にクリアしたのはたったの3人でその中の1人が山猫だった。その後、結城の側近であった関本から二重スパイとしての仕事を持ちかけられ、一度は断ろうとするも最終的には受け入れる。しかし、3年前の2013年のとある日のフィリピンでの任務中、山猫に二重スパイの嫌疑がかけられている事を知った結城に裏切られ、地元の警察に逮捕・処刑されそうになるが、護送車の中で警官と運転手を襲撃して脱走し、満身創痍になりながらも日本への帰還を果たす。そして自分に二重スパイとしての仕事を持ちかけた関本を殺害しようとするが、「結城から日本を奪還する」という彼の目的と、自身の「結城への復讐」という目的の利害が一致したことから、彼と協力して結城の「隠し財産」を奪う機会をうかがっていた。
しかし最終話にて、関本が自らの意思で結城の側近となった事、これまで自分達が「ミッション」として行ってきた全ての行動が、結城の描いていた「シナリオ」通りであった事を知って深く絶望し、関本から渡された日本刀で自分の首を切り自害しようとするが、真央の必死の説得により思い止まる。その後、重傷を負った関本と共に行方をくらます。最終話の最後の場面では彼の歌声が近づいてくるかのように聞こえている。
勝村 英男（かつむら ひでお） / カメレオン
演 - 成宮寛貴
コピーライターであり喫煙者。山猫の事件を追ううち仲間になり、一見相棒の立ち位置のようだが、しばしば身代わりや囮の役をやらされる。さくらの先輩であり、好意を寄せられている。
第8話にて、正体が結城天明の消し屋「カメレオン」であることが明らかになる。幼い頃、山猫と同じスパイ育成所に居たが途中で脱落してしまうも腕を買われ消し屋となった。その本性は残忍かつ猟奇性が目立ち、対象を殺して快楽を満たしている。最終話では山猫に脇腹を撃たれ警察により病院に搬送されるも、脱出し消息不明となった事が霧島の口から語られた。
高杉 真央（たかすぎ まお）
演 - 広瀬すず
常に無表情かつ無愛想な性格の少女。山猫に出会うまではいじめられっ子で、孤独に苛まれていた。「魔王」というハンドルネームでハッカーをしていたが、父親が自分を庇って自首したことや自分が周りに心を閉ざして向き合わなかったことを山猫に一喝されたことで心を開き、それまでの償いのため彼に協力する。
たびたび山猫の言動にツッコミをいれることもある。また、自身をいじめていた結菜のことを助けたいと思ったり、政生の母親が寂しがっていると心配したりと心優しい面もある。カメレオン（勝村）の放火により里佳子とともに死亡する所だったが、間一髪で赤松杏里に救助される（勝村へは電波ジャックを利用し自らの死を偽装していた）。最終話は中央少年鑑別所から出た後、ストレイキャットの店内に入り里佳子を待ちうけている時、山猫の歌声が遠くから響きわたってだんだんそれが近付いてきた後、ドアが開いた所で完結している。
細田 政生（ほそだ まさお）
演 - 塚地武雅（第1・4話）
メカ担当。爆弾の扱いにも慣れている。内通を山猫に咎められ、追放された後に死体で発見されるが、山猫は殺害に関与していないと仲間に明言する。
後に「カメレオン」こと勝村に殺害された事が判明した。
宝生 里佳子（ほうしょう りかこ）
演 - 大塚寧々
バーテン兼ドライバーの美女。裏方に徹し、山猫や勝村の後方支援をするが、山猫が暴走した場合には、思い切った手段と行動に出る時もある。バーでも誰かがふざけたり、いい加減な事を言うとバンとテーブルを叩く。
真央が「チーム山猫」の一員として犯罪に手を染める事に不安を抱いており、山猫と結城の決着が着いた後もチームに残ろうとする事には否定的だが、その一方で「『ストレイキャット』でバイトとして働くのはOK」と話している。カメレオン（勝村）の放火で真央とともに死亡したと思われたが、真央と同様の理由で最終話で生存が判明した。

#### 警察関係者
霧島 さくら（きりしま さくら）
演 - 菜々緒
警視庁北浦警察署広域常習窃盗犯捜査本部の刑事。階級は警部補。関本の部下。正義感が強く、犯罪知識にも長けている。勝村を「先輩」と呼び憧れていたが、次第に山猫との関係を疑いはじめる。
刑事であった父・霧島源一郎が、過去に山猫の事件について調べていた最中に何者かによって殺害され遺体となっていたところを最初に発見し、その際に「猫の仮面を被った男」を目撃したことから、山猫が父を殺したのではないかと疑っていたが、山猫の偽者による殺人事件を機に、父の死の真相とその背景を知ることとなった。その後、山猫を逮捕する事に迷いを抱くようになるが、犬井に活を入れられ「山猫を逮捕する」決意を改める。
最終話では、山猫や勝村への情報漏えい等の責任を取らされる形で田舎の所轄に異動させられることとなり、本庁への異動が決まった犬井から「正しい刑事になれ」と労いの言葉をかけられた。
犬井 克明（いぬい かつあき）
演 - 池内博之（第3話 - ）
警視庁の刑事。階級は警部補。山猫を激しく敵視している。腕っ節がかなり強く、山猫と互角に戦えるほどの高い格闘能力を持つ。捜査能力に関しても優秀である一方で、荒っぽい言動が目立っている。第9話で、「奴をパクることが、この国を背負っている山猫を、楽にしてやれる方法だ。」と語っている。最終話で霧島に「正しい刑事になれ」と言い、今作内では初めてとなる笑顔を見せた。
関本 修吾（せきもと しゅうご）
演 - 佐々木蔵之介
警視庁北浦警察署広域常習窃盗犯捜査本部の刑事。階級は警部。さくらの上司であり喫煙者でもある。その正体は、物語が進むにつれ視聴者に明らかにされる。きつい発言をして、場を凍りつかせた後で「な〜んちゃって」と言う癖がある。最終話では一時的に結城に化け、正体を明かした後山猫と闘いを繰り広げ腹部を刺されるも姿を消し、消息不明となる。

#### その他
謎の女 / 赤松 杏里（あかまつ あんり）
演 - 中村静香（第2話 - ）
滝川学の恋人。本名はセシリア・ウォン。しかし関本修吾だけは、これが本名だとは知らなかった（第8話参照）。
元はアジアンマフィア「サーペント」の一員で、山猫にたびたび協力した。第9話でカメレオン（勝村）による放火で焼死寸前だった真央と里佳子を救い出し、その後カメレオンに射殺された。
藤堂 健一郎（とうどう けんいちろう）
演 - 北村有起哉
ニュースキャスターだったが、退職して政界へ転身しようとする。山猫と因縁のある謎の人物「ユウキ テンメイ」と関わりがある模様。
都知事選に当選後も、「テロに負けない強い日本」を掲げる活動を続けていたが、その裏では武装集団「ウロボロス」のボスとして暗躍し、暴力団「侠武会」とアジアンマフィア「サーペント」の抗争・潰し合いを目論み、また、国民の事も「自分の頭で物事を考えようとしない愚民」と内心では見下していた。しかし、山猫が仕掛けた隠しカメラによって本性を暴露されて国民の怒りを買って失墜し、その後、関本が運転する車の中で拳銃自殺を図り死亡した。
結城 天明（ゆうき てんめい）
「戦後最大のフィクサー」と呼ばれる人物で、『10年前に死亡したが、実際は生存していた』という設定になっていたが、本当は10年前に死亡している。
声は結城の側近らが開発した人工知能によるものだった。

#### ゲスト
第1話
- 高杉 直哉（真央の父・フロンティアデータバンク社長） - 勝村政信
- 垣内 結菜（真央の同級生・いじめグループリーダー） - 伊藤沙莉（第2、9話、最終話にも出演）
- 高杉 阿佐美（真央の母・直哉の妻） - 伊藤裕子
- 水上（週刊アライブ編集長） - 村杉蝉之介（第2話・第7話にも出演）
- 大門 忠道（東京都知事） - 真夏竜
- 下川 美沙（真央の同級生・いじめグループメンバー） - 山﨑萌香（第2話にも出演）

第2話
- 中岡 太一（侠武会先代組長） - 笹野高史（第3話・第6話・第7話にも出演）
- 中岡 俊一（侠武会組長） - 池田鉄洋
- チンピラ - 鈴木幸二

第3話
- 滝川 学（カーゴトレーディング海外事業部企画課第2係係長） - 浅利陽介
- 門松 達郎（秘密クラブの従業員） - 加藤諒
- 霧島 源一郎（霧島さくらの父・故人） - 中丸新将（第5話にも出演）

第4話
- 福原 秀徳（警視庁警部補） - 渡部豪太（第5話にも出演）
- 細田 芳子（細田政生の母・認知症） - 市毛良枝
- 森田 公康（警視庁警部・霧島さくらの先輩） - 利重剛（第5話にも出演）

第5話
- 今井 俊介（宝生里佳子の元婚約者・英旺出版社編集長） - 神尾佑
- 志村 一（チンピラ） - 小柳心
- リポーター - 望月理恵
- 源三（ホームレス） - 斉藤暁
- 皆藤 愛子（写真） - 皆藤愛子

第6話
- 清川（ウロボロスのメンバー） - 光宣（第7話にも出演）
- 小塚（ウロボロスのメンバー） - 七枝実（第7話にも出演）
- 傭兵 - 髙野光希（第7話にも出演）
- 諸星（中岡太一の運転手） - ボブ鈴木
- 美津子（家政婦） - 今泉あまね
- 来宮 渚（警視庁刑事部捜査第七課巡査部長） - 堀北真希（from水曜ドラマ・「ヒガンバナ〜警視庁捜査七課〜」）
- 市村 孝好 - 大江優成

第7話
- 笠原 - 仗桐安

### スタッフ
- 原作 - 神永学「怪盗探偵 山猫」シリーズ（角川書店、文芸社）
- 脚本 - 武藤将吾
- 音楽 - 松本晃彦
- 主題歌 - KAT-TUN「UNLOCK」(J Storm) [27][28]
- 警察監修 - 石坂隆昌
- サイバーセキュリティ監修 - 岩井博樹（デロイト トーマツ サイバーセキュリティ先端研究所 / デロイト トーマツ リスクサービス株式会社）
- スタント&アクション - ワイルドスタントチーム
- 特殊造形 - 梅沢壮一
- 技術協力 - NiTRo
- 美術協力 - 日テレアート
- 音響効果 - スポット
- 編集・MA - 城西/日活ポストプロダクションセンター
- スタジオ - 日活撮影所、国際放映
- チーフプロデューサー - 伊藤響
- プロデューサー - 福井雄太、下山潤（日活）
- 演出 - 猪股隆一、西村了、小室直子
- 制作プロダクション - 日活、ジャンゴフィルム
- 製作著作 - 日本テレビ

### 放送日程
| 各話                                                           | 放送日  | サブタイトル                                             | 演出     | 視聴率 |
| -------------------------------------------------------------- | ------- | -------------------------------------------------------- | -------- | ------ |
| 第1話                                                          | 1月16日 | 土曜の夜をいただきます。義賊か悪党か!?天才怪盗、山猫参上 | 猪股隆一 | 14.3%  |
| 第2話                                                          | 1月23日 | 仲間を殺した山猫!?驚愕の事実                             | 猪股隆一 | 13.6%  |
| 第3話                                                          | 1月30日 | 盗め10億！見えた山猫の本性                               | 西村了   | 11.1%  |
| 第4話                                                          | 2月06日 | 仲間の死の真相。盗む母の涙…                              | 猪股隆一 | 10.0%  |
| 第5話                                                          | 2月13日 | 偽山猫現る!?仮面裏の衝撃真実                             | 小室直子 | 07.9%  |
| 第6話                                                          | 2月20日 | 注目！巨悪の巣窟へ潜入せよ！                             | 西村了   | 12.4%  |
| 第7話                                                          | 2月27日 | 遂に決着！巨悪の正体を暴け！                             | 猪股隆一 | 10.1%  |
| 第8話                                                          | 3月05日 | 最終決戦！裏切り者はあいつ!?                             | 西村了   | 09.3%  |
| 第9話                                                          | 3月12日 | 全ての謎が繋がる!山猫、立つ                              | 小室直子 | 09.6%  |
| 最終話                                                         | 3月19日 | 土曜の夜に感謝を!サラバ山猫                              | 猪股隆一 | 08.9%  |
| 平均視聴率 10.7%（視聴率はビデオリサーチ調べ、関東地区・世帯） |         |                                                          |          |        |

### 特別コラボレーション
- 2016年1月期の日テレ製作ドラマ3作品のコラボレーション企画の一環として、第6話で上述の来宮渚（堀北）の特別出演が行われ、かつて共演した同枠のドラマ『野ブタ。をプロデュース』のシーン再現を行った[31]。また、2月21日放送『日曜ドラマ・臨床犯罪学者 火村英生の推理』への特別参加として勝村（成宮）、霧島（菜々緒）が登場した[26]。

| 日本テレビ系 土曜ドラマ                          | 日本テレビ系 土曜ドラマ               | 日本テレビ系 土曜ドラマ                  |
| 前番組                                           | 番組名                                | 次番組                                   |
| ------------------------------------------------ | ------------------------------------- | ---------------------------------------- |
| 掟上今日子の備忘録 （2015年10月10日 - 12月12日） | 怪盗 山猫 （2016年1月16日 - 3月19日） | お迎えデス。 （2016年4月23日 - 6月18日） |

## 舞台

### 怪盗探偵山猫 the Stage
2021年1月21日 - 31日:ヒューリックホール東京
キャスト
- 山猫 - 北村諒
- 霧島 - 和田琢磨
- 勝村 - 赤澤燈
- 福原 - 瀬戸祐介
- 今井 - 宮下貴浩
- 里佳子 - 平田裕香
- 上杉輝／中根大／宮川連／酒井和真／相田真滉／佐藤祐樹
- 関本 - 徳山秀典
- 森田 - 村田充

スタッフ
- 演出／脚本 - 私オム
- 音楽 - 伊真吾
- 美術 - 乘峯雅寛
- 舞台監督 - 加藤保浩
- 舞台協力 - 清水スミカ
- 照明 - 田中徹
- 音響効果 - 天野高志
- 音響 - 田邊陽介
- 衣裳 - 雲出三緒
- 衣裳協力 - 松浦美幸
- ヘアメイク - 新妻佑子／本間紗智子
- アクション - 宮川連
- 演出助手 - 丹治泰人
- 宣伝美術 - 五島英一
- 制作 - Office ENDLESS

### 怪盗探偵山猫 the Stage～船上の狂想曲～
2022年1月20日 - 30日:大手町三井ホール
キャスト
- 山猫 - 北村諒
- 海老沼 - 鈴木勝吾
- 坂又 - 定本楓馬
- 鵜飼／オルカ - 安里勇哉
- 鮫島 - 相馬圭祐
- 海月 - 山田ジェームス武
- 貝塚 - 前内孝文
- 里佳子 - 平田裕香
- 岸本 - 宮下貴浩

スタッフ
- 原作/脚本 - 神永学
- 演出 - 私オム
- 音楽 - 伊真吾
- 美術 - 乘峯雅寛
- 技術監督 - 寅川英司
- 舞台監督 - 松澤紀昭
- 照明 - 田中徹
- 音響効果 - 天野高志
- 衣裳 - 雲出三緒
- ヘアメイク - 新妻佑子／本間紗智子
- アクション - 宮川連
- 演出助手 - きまたまき
- 宣伝美術 - 五島英一
- 制作 - Office ENDLESS

## アクション朗読劇

### アクション朗読劇「怪盗探偵山猫～黒羊の挽歌～」
2023年1月14日・15日：ニッショーホール
キャスト
- 山猫：北村諒（両日出演）
- 以下役名不明
  - 逢坂良太（14日出演） / 伊東健人（15日出演）
  - 中島ヨシキ（14日出演） / 鈴木崚汰（15日出演）
  - 西山宏太朗（14日出演） / 武内駿輔（15日出演）
  - 伊藤かな恵（14日出演） / 井上麻里奈（15日出演）
- アクションキャスト：宮川連、久田悠貴、坂本和基（いずれも両日出演）

スタッフ
- 原作：神永学
- 演出・脚本：私オム